# 모르-마스케로니 정리
모르-마스케로니 정리(Mohr-Mascheroni theorem, -定理)는 기하학의 작도 문제에 대한 정리이다. 덴마크 수학자 게오르그 모르(Georg Mohr)와 이탈리아 수학자 로렌초 마스케로니(Lorenzo Mascheroni)의 이름이 붙어 있다. 그 내용은 다음과 같다.
- 눈금 없는 자와 컴퍼스만으로 작도 가능한 모든 도형은 컴퍼스만으로도 작도할 수 있다.

이 정리는 1672년 모르가 먼저 증명하여 출판하였으나, 당시 모르의 저작은 당대의 학술 공용어인 라틴어가 아닌 덴마크어로 쓰여진 것이라 1928년까지 잊혀졌다 덴마크의 헌책방에서 발견되었다. 모르의 원 저작이 발견되기 이전 이 정리는 마스케로니가 1797년 독립적으로 증명하여 나폴레옹에게 헌정된 자신의 책 『컴퍼스의 기하학』(이탈리아어: La Geometria del Compasso 라 제오메트리아 델 콤파소[*])에 실었다. 반대로 눈금 없는 자만으로 작도하는 경우는 퐁슬레-슈타이너 정리로 주어진다.

## 증명
증명을 위해서는 다음의 기본 작도가 컴퍼스만으로 작도 가능함을 보여야 한다.
1. 두 점을 지나는 직선
2. 한 점을 중심으로 하고 다른 한 점을 지나는 원
3. 평행하지 않은 두 직선의 교점
4. 원과 직선의 교점(교점이 존재하는 경우)
5. 두 원의 교점(교점이 존재하는 경우)

직선은 눈금 없는 자 없이는 그려질 수 없으므로(#1), 직선은 서로 다른 두 점에 의해 결정되는 것으로 보아야 한다. #2와 #5는 컴퍼스에 의해서 직접적으로 작도 가능하다. 따라서 #3과 #4가 증명되어야한다.

### 평행하지 않은 두 직선의 교점

컴퍼스만을 이용하여 평행하지 않은 두 직선의 교점을 구하는 과정이다.

컴퍼스만으로 평행하지 않은 두 직선의 교점을 구하기 위해서는 선분의 중점과  길이 a, b 가 주어졌을 때 {\displaystyle a^{2}=bc}를 만족하는 길이 c를 구할 수 있어야 한다.

#### 선분의 중점

컴퍼스만을 이용하여 선분의 중점을 구하는 과정이다.

선분 AB가 있을 때, 점 A가 중심이고 B를 지나는 원 c와 점 B가 중심이고 A를 지나는 원 d를 그린다.
원 c와 원 d의 교점을 점 C, D라 할 때, 점 C가 중심이고 점 D를 지나는 원호를 그려 원 d와의 교점을 점 E라 한다.
점 E가 중심이고 점 A를 지나는 원호를 그려 원 c와의 교점을 점 F, G라 한다.
점 F, G가 중심이고 점 A를 지나는 두 원의 점 A가 아닌 교점을 점 H라 하면 점 H가 선분 AB의 중점이다.
또한, 이 때 선분 AE의 길이는 선분 AB의 길이의 두 배이다.

#### a2=bc{\displaystyle a^{2}=bc}를 만족하는 길이 c
길이가 a인 선분 AB가 있다고 하자.

를 만족하는 길이 c

선분의 중점 작도 과정을 통해 직선 AB위에 선분 BC의 길이가 a가 되는 점 C를 잡을 수 있다.
점 A, C를 지나는 임의의 원 d를 그린다.
선분 BE의 길이가 b가 되는 원 d 위의 점 E를 잡는다.
하단의 원과 직선의 교점 작도를 이용하여 직선 BE와 원 d의 교점 F를 작도한다.
선분 BF의 길이 c는 {\displaystyle a^{2}=bc}를 만족한다.

#### 평행하지 않은 두 직선의 교점
평행하지 않은 두 직선 AB와 CD가 있다고 하자.
점의 직선에 대한 대칭점 작도와 선분의 중점 작도를 이용하여 점 C에서 직선 AB에 내린 수선의 발 E를 작도할 수 있다.
마찬가지로 점 E에서 직선 CD에 내린 수선의 발 F를 작도할 수 있다.
직선 AB와 직선 CD의 교점이 점 G이고, 선분 CE의 길이를 a, 선분 CF의 길이를 b라 하면 선분 CG의 길이 c는 {\displaystyle a^{2}=bc}를 만족한다.
{\displaystyle a^{2}=bc}를 만족하는 길이 c를 구하는 작도를 이용하여 선분 CG의 길이를 구한 후, 중심이 C이고 반지름이 c인 원을 그리면, 하단의 원과 직선의 교점 작도를 이용하여 직선 AB와 직선 CD의 교점 G를 작도할 수 있다.

### 원과 직선의 교점

#### 원의 중심
컴퍼스만으로 원과 직선의 교점을 구하기 위해서는 임의의 원의 중심을 컴퍼스만으로 구할 수 있어야 한다.

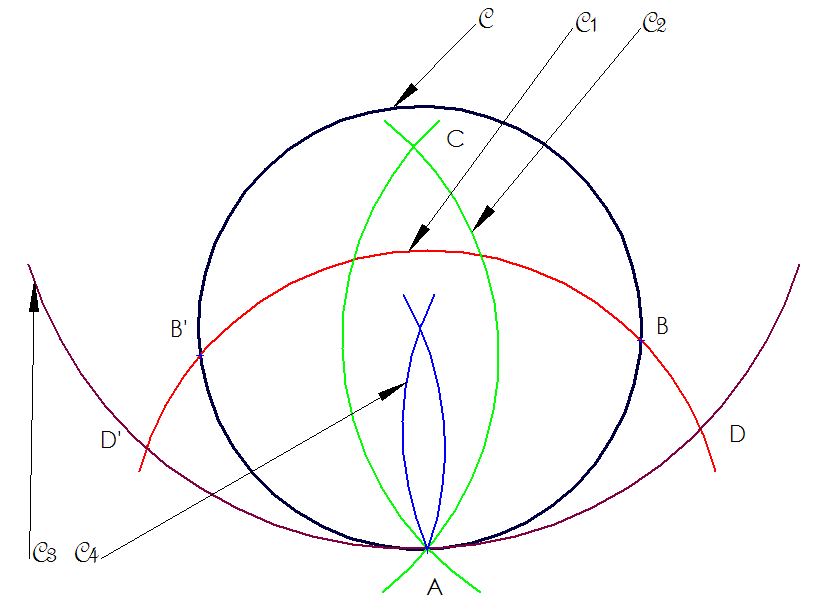
컴퍼스만을 이용하여 원의 중심을 구하는 과정이다.

원 C를 중심이 구해지지 않은 원, 점 A를 원 C 위의 임의의 점이라고 하자.
점 A가 중심인 원 C1가 원 C와 점 B, B'에서 만난다.
B, B'이 중심이고 반지름이 AB인 원 C2가 점 A, C에서 만난다.
점 C가 중심이고 반지름이 AC인 원 C3가 점 D, D'에서 만난다.
D, D'이 중심이고 반지름이 AD인 원 C4가 점 A, O에서 만나면 점 O가 원 C의 중심이다.

#### 원과 직선의 교점

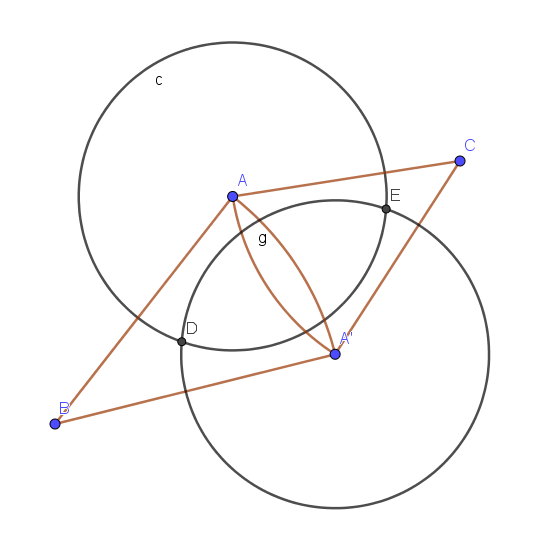
컴퍼스만을 이용하여 원과 직선의 교점을 구하는 과정이다.

직선 l이 서로 다른 두 점 B, C에 의해 결정되고, 이 직선과 원 c의 교점을 구한다고 하자.
원 c 의 중심 A를 직선 l에 대해 대칭시킨 점 A′을 잡을 수 있다. 
점 A'이 중심이고 반지름이 원 c와 같은 원 g를 그리면, 원 c와 원 g의 교점 D, E가 직선 l과 원 c의 교점이다.

## 같이 보기
- 나폴레옹의 문제
- 퐁슬레-슈타이너 정리